# Bradyagaue bradypus
Bradyagaue bradypus är en kvalsterart som först beskrevs av Newell 1949.  Bradyagaue bradypus ingår i släktet Bradyagaue och familjen Halacaridae. Inga underarter finns listade.